# Массовое убийство в городе Орора
Массовое убийство в городе Оро́ра — преступление, совершенное в пятницу 20 июля 2012 года около 0:39 по местному времени в зале кинотеатра Century Aurora 16 Movie Theater в торговом центре в Ороре (пригород Денвера, столицы штата Колорадо) на премьере заключительной части трилогии Кристофера Нолана «Тёмный рыцарь: Возрождение легенды» о супергерое Бэтмене.

## Стрельба

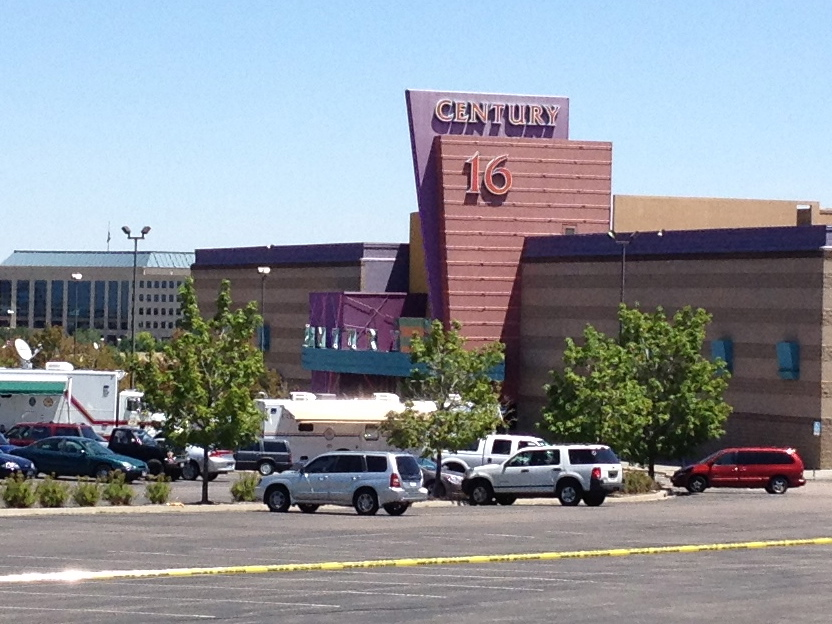
Кинотеатр, где произошла стрельба

В пятницу, 20 июля 2012 года, около 0:00 по местному времени в зале кинотеатра Century Aurora 16 Movie Theater города Орора, Колорадо, США началась премьера заключительной части трилогии Кристофера Нолана «Тёмный рыцарь: Возрождение легенды». Спустя примерно 40 минут (около 0:39 по местному времени) в зал через аварийный выход вошёл мужчина, одетый в форму сотрудника SWAT, бронежилет и противогаз. Поначалу смотревшие фильм не обратили на него внимания, думая, что это подставное лицо для развлечения зрителей. Однако мужчина бросил в зрителей дымовую шашку либо гранату, а затем открыл по ним беспорядочный огонь из самозарядной винтовки AR-15. Под огонь попали более 70 зрителей. Сначала преступник расстреливал только первые ряды зрительского зала, однако затем начал стрелять в тех, кто пытался бежать через выходы. Однако вскоре винтовку заклинило из-за проблем с нестандартным для данного вида оружия 100-патронным магазином барабанного типа, и стрелок сменил её на ружьё Remington 870 (12-го калибра) и пистолет Glock 22 (калибра .40, с увеличенным магазином на 40 патронов). Несколько пуль пробили стену, отделяющую соседний зал, где шёл просмотр другого фильма, и несколько зрителей там также получили ранения. Полиция прибыла на место через 90 секунд после первого поступившего звонка в 0:41, вскоре она задержала стрелявшего.
В результате стрельбы на месте были убиты 10 человек, ещё двое скончались в больнице. 59 человек были доставлены в разные больницы города с огнестрельными ранениями. Самому младшему из раненых было всего три месяца, а самому старшему — 51 год.

## Список погибших
- Джессика Гоуи, 24 года (Сан-Антонио, Техас, США)
- Джон Томас Лэример, 27 лет (Кристал-Лейк, Иллинойс, США) (Моряк ВМС США дислоцирующийся в Ороре)
- Мэтт Маккуинн, 27 лет (Сейнт-Пэрис, Огайо, США)
- Микейла Медек, 23 года (Орора, Колорадо, США)
- Алекс Салливан, 27 лет (Орора, Колорадо, США) (погиб в собственный день рождения)
- Алекс Тевес, 24 года (Орора, Колорадо, США)[14][15][16][17]
- Александр Джей Бойк, 18 лет (Орора, Колорадо, США)
- Джесси Чилдресс, 29 лет (Калифорния, США) (сержант Армии США)[18]
- Вероника Мозер-Салливан, 6 лет[19]
- Ребекка Уинго, 32 года
- Джонатан Бланк, 26 лет (военнослужащий армии США, погиб защищая свою девушку от пуль)
- Гордон Кауден, 51 год[20]
- Джордан Моррис, 31 год

## Стрелок

Джеймс Холмс

Полиция задержала подозреваемого в совершении преступления с винтовкой и двумя пистолетами на парковке недалеко от кинотеатра и установила его личность. Им оказался 24-летний местный житель Джеймс Холмс, проживавший на севере Ороры. Что именно толкнуло его на совершение массового убийства, неизвестно. В правоохранительных органах допускают, что молодой человек может иметь проблемы со здоровьем психического характера. Также при задержании он заявил, что в его квартире находится бомба, и полиции пришлось эвакуировать людей из соседних домов. Позже в его доме действительно была обнаружена взрывчатка. По одной из версий преступление вызвано тем, что стрелявший был разозлён из-за того, что не сумел купить билет на премьеру фильма. Однако данная версия было отклонена полицией по причине того, что было установлено, что Джеймс Холмс вошел в кинотеатр со всеми, однако перед самым началом фильма вышел и вернулся уже через чёрный ход с арсеналом оружия и в костюме сотрудника SWAT.

## Реакция

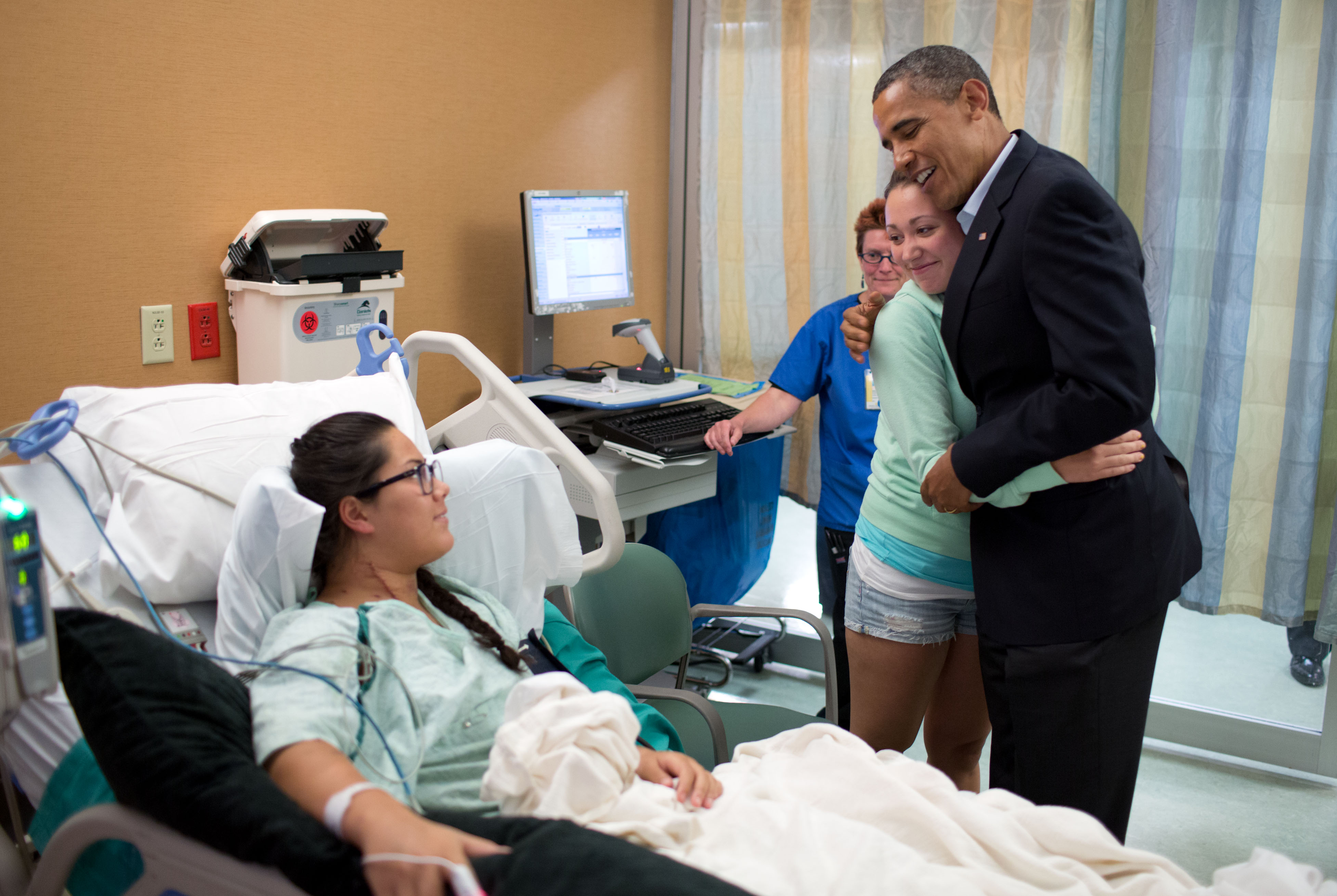
Барак Обама посетил раненых, госпитализированных в больнице Колорадского университета

Президент США Барак Обама объявил в стране пятидневный траур, прервал свою предвыборную кампанию и созвал экстренное совещание по поводу происшествия. Премьера в Париже, которую должны были посетить режиссёр фильма и главные актёры, была отменена из-за трагедии в Колорадо. Компанией были также отменены премьеры фильма в Мексике и Японии, а рекламная кампания в Финляндии приостановлена. Режиссёр фильма Кристофер Нолан выразил глубокую скорбь по поводу трагедии. 22 июля 2012 года в Орору прилетел президент США Барак Обама, который встретился с жертвами трагедии. Обама также встретился с представителями местных правоохранительных органов, ведущих расследование преступления. Президент заявил собравшимся горожанам: «Я прибыл сюда не как президент, а как отец и муж, я разделяю с вами слезы, вся страна думает о вас». Соперник Обамы на выборах и кандидат от Республиканской партии Митт Ромни также выразил свои соболезнования родственникам погибших и раненых. 24 июля Орору посетил Кристиан Бейл, исполнитель роли Бэтмена, который возложил цветы к импровизированному памятнику жертвам, созданному местными жителями напротив кинотеатра, где произошла стрельба.

## Споры об ужесточении контроля над огнестрельным оружием
22 июля 2012 года мэр Нью-Йорка Майкл Блумберг попросил кандидатов на президентский пост — Обаму и Ромни — прояснить свою позицию относительно ужесточения контроля за огнестрельным оружием. Обама заявил, что не будет добиваться ужесточения законов об оружии и сказал, что намерен бороться с преступлениями, которые совершаются с помощью оружия, опираясь на существующие законы. Митт Ромни также заявил 23 июля в интервью телеканалу CNBC, что выступает против ужесточения законов об оружии, так как считает это бессмысленным и нарушающим вторую поправку конституции США, разрешающую гражданам страны владеть огнестрельным оружием.
Сами же продажи оружия по штату после стрельбы выросли на 41 процент. C 21 по 25 июля в оружейные магазины поступили 3647 заявок на покупку оружия, в то время как за четыре дня до этого преступления — лишь 2583 заявки. При этом после 20 июля покупатели стали отдавать предпочтение не охотничьим ружьям, а пистолетам для самообороны.

## Последующие инциденты
После массового убийства на территории нескольких штатов были задержаны несколько человек, угрожающие повторить преступление Холмса на просмотре той же картины в других кинотеатрах страны.
- 20 июля 2012 вечером, в штате Аризона, 27-летний Митчелл Борбоа, находящийся в состоянии сильного алкогольного опьянения, вооружённый двумя дымовыми шашками и одетый в противогаз, был задержан сотрудниками полиции при попытке пройти на просмотр фильма. Однако его задержание вызвало панику, и более 50 человек покинули зрительский зал[34].
- 23 июля 2012 в Питтсбурге, Пенсильвания, США, около 15 часов по местному времени, сотрудники полиции задержали неизвестного молодого человека за то, что тот выкрикнул на весь зрительский зал «Оружие!», чем вызвал серьезную панику и едва не сорвал просмотр[35].
- 24 июля 2012 в Лос-Анджелесе, Калифорния, США, около 17:00 по местному времени, за выкрик «У кого-нибудь есть оружие? Я должен уйти, как в Колорадо!», сотрудниками полиции был задержан находящийся в зрительском зале 52-летний Кларк Тейлор. Задержание не вызвало паники[36].
- В Сан-Хосе, Калифорния, США около 22:10 по местному времени полицейские задержали 55-летнего мужчину, личность которого не разглашается, за то, что он, с криком «Бомба!», швырнул в зрительский зал чёрный пакет. Его действие привело к огромной панике, и более 150 человек покинули здание кинотеатра[37].
- 4 августа 2012 в Вест-Лейке, Огайо, США, около 22:00 по местному времени при попытке прохода в зрительский зал со спортивной сумкой, был задержан 37-летний Скотт Смит; в сумке был обнаружен 9-миллиметровый самозарядный пистолет с полным магазином патронов, на который преступник не имел разрешения, а также три ножа разных размеров. Задержание не вызвало паники[38].

## Последствия происшествия
Спустя 7 лет после массового убийства, фильм «Джокер» Тода Филлипса во время своей премьеры в 2019 году не был показан в кинотеатре города Орора штата Колорадо, где произошло проишествие. Три семьи погибших, а также мать свидетеля трагедии, подписали письмо в студию Warner Bros. с просьбой не показывать картину. Кроме того, кинотеатры Landmark запретили кинозрителям носить на премьере костюмы и гримы Джокера из фильма, а полицейские департаменты Лос-Анджелеса и Нью-Йорка охраняли сеансы «Джокера», несмотря на то, что они так и не получили какой-то «конкретной угрозы».